# آن پایین فضای بسیاری هست
«آن پایین فضای بسیاری هست: دعوتی برای ورود به یک شاخهٔ جدید فیزیک» سخنرانی‌ای بود که ریچارد فاینمن فیزیک‌دان آن را در  نشست سالانه انجمن فیزیک آمریکا در کلتک در ۲۹ دسامبر ۱۹۵۹ ارائه داد. فاینمن امکان دستکاری مستقیم اتم‌های منفرد را به عنوان شکل قوی‌تری از شیمی ترکیبی نسبت به آن‌چه در آن زمان استفاده می‌شد، در نظر گرفت. اگرچه نسخه‌های این سخنرانی در چند مجله مشهور تجدید چاپ شد، اما تا حد زیادی مورد توجه قرار نگرفت. این الهام‌بخش آغاز مفهومی حوزهٔ فناوری نانو بود. در ابتدای دهه ۱۹۸۰، طرفداران نانوفناوری برای اثبات اعتبار علمی کار خود از آن استناد کردند.با نانو فناوری میشود تمام کتاب های جهان را در کوچک ترین جای ممکن{مثلا یک بند انگشت} نوشت. اندازه نانو 10 به توان 9- است.
نانو فناوری شاخه وسیعی از فیزیک است و برای اطلاعات بیشتر میتوان سخنرانی ریاچارد فایمن{آن پایین فضای زیادی وجود دارد} را مطالعه کرد.